# Столбин, Александр Иванович
Александр Иванович Столбин (1871 — не ранее 1940) — герой Первой мировой войны, участник Белого движения, генерал-майор.

## Биография
Потомственный дворянин Казанской губернии. Сын подполковника Ивана Филипповича Столбина и жены его Леонтины Иосифовны Грасси. Младший брат Борис (1873—1937) — генерал-майор, также георгиевский кавалер.
Образование получил в Тифлисском кадетском корпусе. В 1891 году окончил 2-е военное Константиновское училище, откуда выпущен был подпоручиком в 41-ю артиллерийскую бригаду.
24 ноября 1894 года переведён в 3-ю резервную артиллерийскую бригаду. Произведён в поручики 25 июля 1895 года, в штабс-капитаны — 19 июля 1898 года, в капитаны — 29 августа 1904 года. 31 декабря 1904 года переведён в 60-ю артиллерийскую бригаду, а 1 марта 1906 года — в 3-ю резервную артиллерийскую бригаду. В 1909 году окончил курс Офицерской артиллерийской школы «успешно».
10 августа 1910 года произведён в подполковники с назначением командиром 1-й батареи 6-го Туркестанского стрелкового артиллерийского дивизиона, а 21 августа того же года назначен командиром 1-й батареи 4-го Туркестанского стрелкового артиллерийского дивизиона.
3 марта 1914 года назначен командиром 6-й батареи 7-й артиллерийской бригады, с которой и вступил в Первую мировую войну. Пожалован Георгиевским оружием
За то, что в боях с 3 по 7 сентября 1914 года, под гор. Ярославом, находясь под сильным ружейным и шрапнельным огнем, лично управлял огнем дивизиона, причем заставил замолчать 4 неприятельские батареи и тем способствовал 27-му пехотному Витебскому полку занять д. Маковиско.
12 февраля 1916 года произведён в полковники «за отличия в делах против неприятеля», а 26 сентября того же года назначен командиром 30-го мортирного артиллерийского дивизиона. Приказом по 4-й армии от 18 сентября 1917 года награждён орденом Св. Георгия 4-й степени.
В 1918 году жил в Тамбове, ходатайствовал о назначении пенсии из Тамбовского губернского казначейства, так как «не имея средств, находится с семьёй в крайне тяжелом положении». В Гражданскую войну участвовал в Белом движении в составе Вооружённых сил Юга России и Русской армии. В сентябре—октябре 1919 года — командир 2-го дивизиона Сводно-гренадерской артиллерийской бригады. Произведён в генерал-майоры 16 мая 1920 года на основании Георгиевского статута.
В эмиграции в Югославии. Жил в Белграде, состоял членом Общества офицеров-артиллеристов. Умер не ранее 1940 года. Был женат, имел двоих детей.

## Награды
- Орден Святого Станислава 3-й ст. (ВП 28.03.1904)
- Орден Святой Анны 3-й ст. (ВП 16.12.1907)
- Орден Святого Станислава 2-й ст. (ВП 13.02.1913)
- Орден Святого Владимира 4-й ст. с мечами и бантом (ВП 6.01.1915)
- Орден Святой Анны 2-й ст. с мечами (ВП 6.01.1915)
- Георгиевское оружие (ВП 9.03.1915)
- мечи и бант к ордену Св. Анны 3-й ст. (ВП 18.05.1915)
- мечи к ордену Св. Станислава 2-й ст. (ВП 25.05.1915)
- мечи и бант к ордену Св. Станислава 3-й ст. (2.02.1916)
- Георгиевский крест 4-й ст. с лавровой веткой (№ 143714)
- Орден Святого Георгия 4-й ст. (Приказ по 4-й армии от 18 сентября 1917 года, № 5305)
- старшинство в чине полковника с 29 июля 1914 года (ПАФ 5.05.1917)